# Hülser Berg

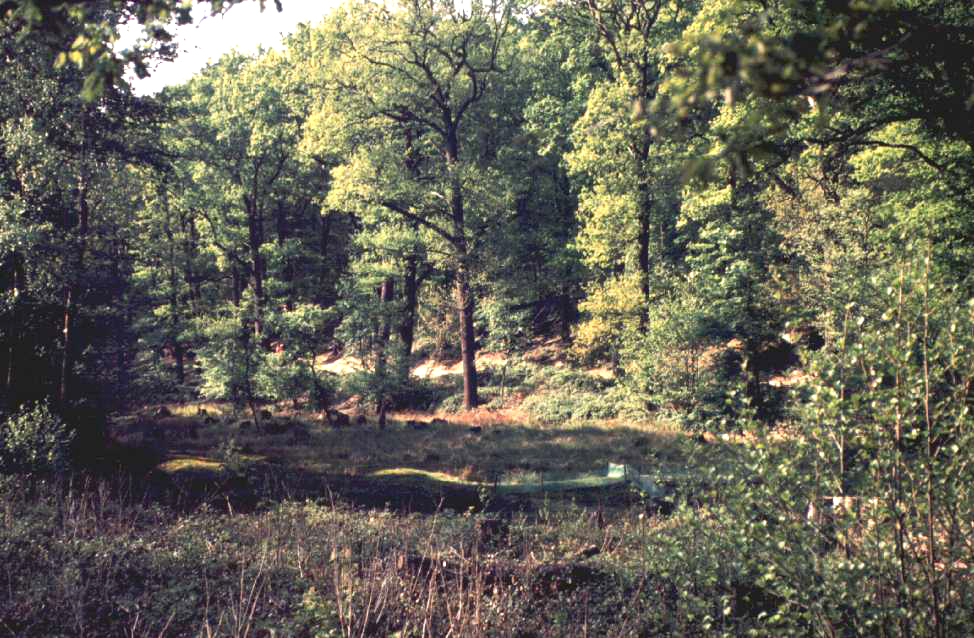
Naturschutzgraben an der Westseite des Hülser Berges mit Quelltümpel. Der Bereich hat aus botanischer und ökologischer Sicht große Bedeutung.

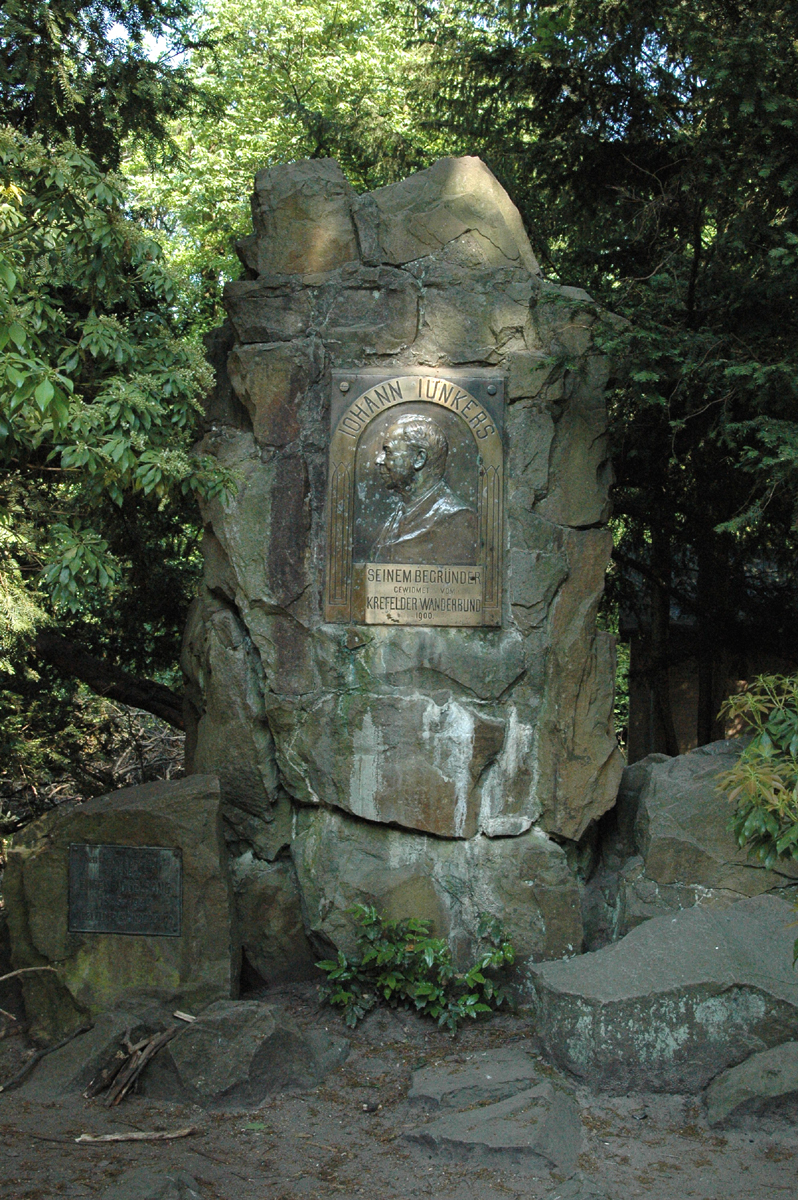
Denkmal für den Gründer des Krefelder Wanderbundes Johannes Junkers auf dem Hülser Berg an der Bergschänke.

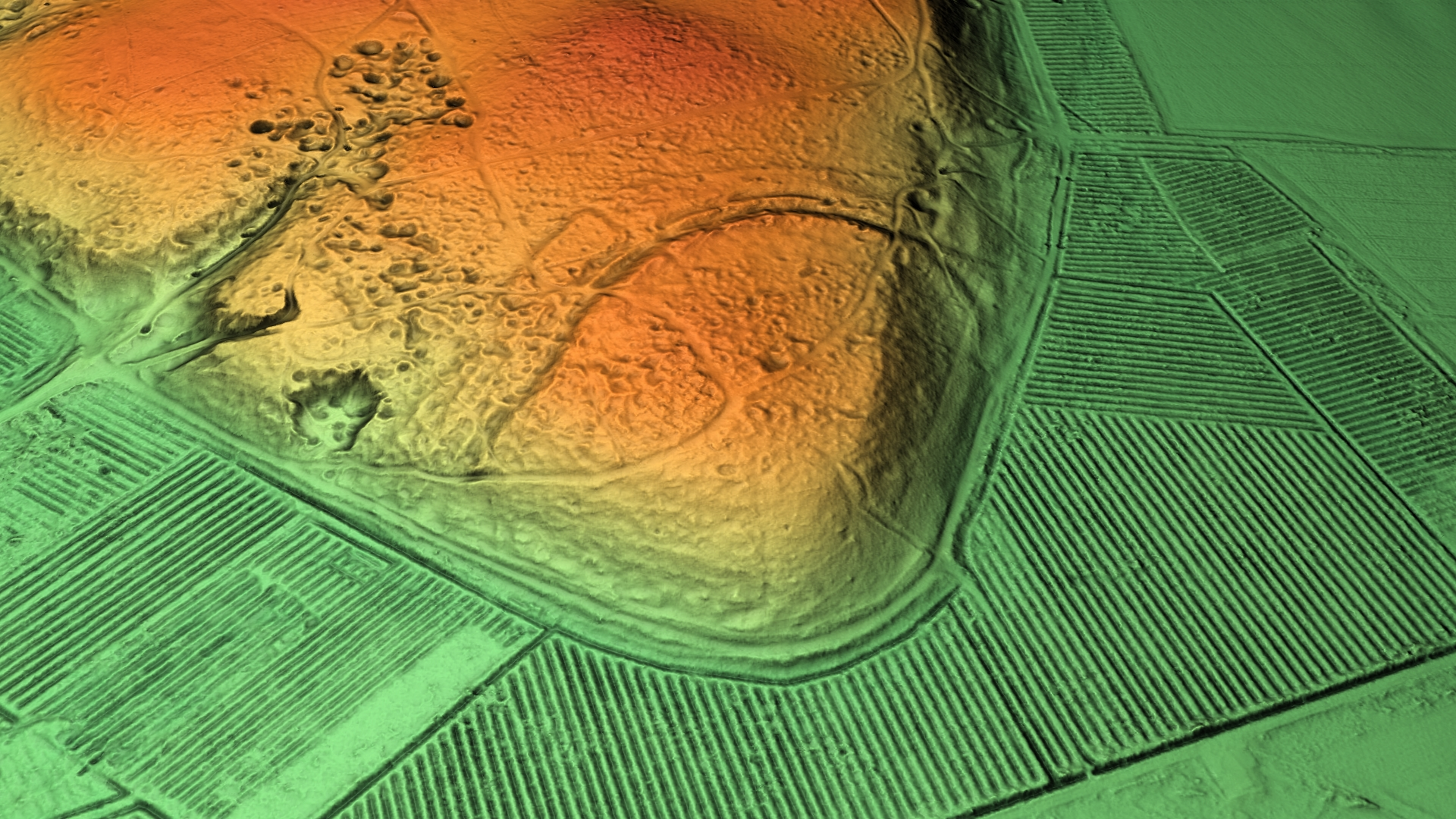
3D-Ansicht des digitalen Geländemodells

Der Hülser Berg ist mit 63 Metern die höchste natürliche Erhebung in der Stadt Krefeld und liegt etwa zwei Kilometer nordöstlich der 1975 eingemeindeten Ortschaft Hüls in der Gemarkung Traar. In Veröffentlichungen und Berichten aus der Zeit vor der Eingemeindung findet man auch die Bezeichnung „Hülser Berg im Kempener Land“.
Überragt wird der Hülser Berg auf Krefelder Gebiet von zwei weiteren Erhebungen, welche jedoch unnatürlichen Ursprunges sind: Der Kapuzinerberg (77 m) ist aus einer ehemaligen Hausmülldeponie der Stadt Krefeld hervorgegangen und der Inrather Berg (87 m) ist das Ergebnis einer ehemaligen Bauschuttdeponie, welche u. a. aus dem Schutt der im Zweiten Weltkrieg zerbombten Krefelder Gebäude besteht.

## Entstehung
Der Hülser Berg entstand als Teil des Niederrheinischen Höhenzuges während des Drenthe-Vorstoßes der Saale-Eiszeit vor ca. 150.000 Jahren. Das aufgeschichtete Geröll, welches die Gletscher von Skandinavien kommend vor und unter sich her- und mitschoben, blieb nach Abtauen derselben in Form einer Stauchendmoräne zurück. Auf die gleiche Weise entstand auch der nahegelegene Wolfsberg, der Teil des sich nach Norden fortsetzenden Schaephuysener Höhenzuges ist. Der östlich vom Hülser Berg gelegene Egelsberg ist ein vom Gletscher überfahrener Sander.
Dieser eiszeitliche Formenschatz prägt die heutige Oberfläche der Niederrheinischen Bucht.

## Historisches
Die ältesten menschlichen Spuren am Hülser Berg wurden um 1979 von Detlef Stender gefunden. Es handelt sich um mesolithische Fundstellen vom Ende der letzten Eiszeit (ca. 8000 v. Chr.) bis Beginn der Jungsteinzeit (ca. 5500 v. Chr.). Gefunden wurden Feuersteinartefakte (Pfeilspitzen und Feuersteinabschläge). Die höchste Artefaktkonzentration fand sich hierbei am östlichen Hang. Auf Grund der hohen Fundkonzentration und der Art der Funde schließt man, dass sich die Menschen am Hülser Berg längere Zeit aufhielten. Die Funde befinden sich heute im Museum Burg Linn (Krefeld). Der Erstbesteiger ist unbekannt.
1909 wurden auf dem Hülser Berg die Reste eines Keltenlagers ausgegraben. Es bestand aus einem 400 Meter langen Doppelwall. Brandstätten und Werkzeuge wurden gefunden. Eine Dokumentation dieser Befunde wurden in einem Aufsatz von Detlef Stender und Thomas Ruppel verfasst.
Überall auf dem Hülser Berg befinden sich sogenannte Tonkuhlen: Runde Erdvertiefungen von 10 bis 20 Meter Durchmesser geben Zeugnis von den ehemaligen Abbaustellen der Lehmstecher, welche die Hülser Pott- und Pannebäcker (Töpfer und Hersteller von Dachziegeln) mit Rohstoff für deren Produktion versorgten. Hüls war vom 17. bis 19. Jahrhundert eines der bedeutendsten Pottbäckerdörfer am linken Niederrhein.
In der Zeit von 1600 bis 1800 gab es am Hülser Berg eine Hinrichtungsstätte, den „Galgenberg“. Sie befand sich dort, wo heute die Schluff genannte Eisenbahnlinie den Hülser Berg an seinen nordwestlichen Ausläufern anschneidet. Hier wurden Räuber und Schwerverbrecher am Galgen oder durch Enthauptung hingerichtet.

## Sagen
Laut einer lokalen Sage entstand der Hülser Berg, als ein Riese mit einer Schubkarre voll Sand und Lehm, welche er aus dem Vorgebirge des Harzes holte, in der Dunkelheit über einen Urwald stolperte. Die Schubkarre kippte um, und der Hülser Berg war entstanden.
Im Hülser Volksmund werden Geschichten von den „Erdmännekes vom Hölschenberg“ erzählt, welche ähnlich den Heinzelmännchen gute Taten vollbringen.
Eine weitere Sage berichtet von einem Zwergenvolk, welches im Berg wohnte. Sein König unterhielt ein Verhältnis mit der Tochter des Grafen von Krakauen bei Krefeld. Einmal wurde er vom Grafen überrascht und von ihm mit einem Pfeilschuss getötet. Das Zwergenvolk im Hülser Berg begrub ihren König am Schlossteich des Grafen und sang dabei einen seltsamen Grabgesang. Jedes Mal, wenn sie das Lied gesungen hatten, sprang einer von ihnen in das Wasser, bis sie schließlich alle ertrunken waren.
Eine andere Sage handelt von den Erdmännchen oder auch Herdmännchen, welche ursprünglich in dem nahe gelegenen Wachtendonk wohnten. Als sie dort von den Bewohnern zu sehr geärgert wurden, siedelten sie nach dem Hülser Berg über. Dort hausten sie, wo jetzt der Aussichtsturm steht. Die Bauern der Umgegend hörten oft Geräusche, wenn sie an dem Berg vorbeigingen, konnten aber nie etwas finden. Es heißt, solange die Erdmännchen in dem Berg wohnten, hatten die Bauern gute Tage.

## Attraktionen
- Kinderspielplatz
- Trimm-dich-Pfad
- Wanderwege (in das Hülser Bruch, zur Eremitenquelle und zum Krefelder Sprudel)
- Waldlehrpfad entlang der Wanderwege mit zahlreichen Informationstafeln rund um Flora und Fauna allgemein und ortstypisch
- Johannesturm (30 m, 163 Stufen, errichtet 1973)[2] mit Weitblick über das Niederrhein- und das Ruhrgebiet.
- In der Nähe des Aussichtsturmes befindet sich das oben genannte Junkers-Denkmal.
- Am südlichen Rand des Hülser Berges sind ein Damwild-, ein Schwarzwild- und ein Rotwildgehege angelegt
- Krefelder Umweltzentrum, außerschulischer Lernort für Umweltpädagogik der Stadt Krefeld
- Gnom-Ausstellung wenn man durch den Wald des Hülser Berges geht, sieht man, wenn man genauer hinschaut, dass in den Bäumen kleine handgeschnitzte Holzfiguren sitzen

## Schluff
Eine besondere Art zum Besuch des Hülser Berges bietet der „Schluff“, eine Museumsbahn, die im Sommer fahrplanmäßig von St. Tönis über Krefeld zum Hülser Berg fährt.